# Route européenne 55
Pour les articles homonymes, voir E55 et Route 55.
La route européenne 55 (E55) est une route du réseau européen reliant Helsingborg à Kalamata, passant par Copenhague, Berlin, Dresde, Prague, Linz, Salzbourg, Venise, Pescara, Brindisi et Igoumenítsa. Cet itinéraire, d'une longueur totale de 3 305 km, traverse sept pays : la Suède, le Danemark, l'Allemagne, la République tchèque, l'Autriche, l'Italie et la Grèce. Le tracé se fait par ferry entre Helsingborg et Elseneur sur l'Øresund, entre Gedser et Rostock sur la mer Baltique, et entre Otrante et Igoumenítsa sur le canal d’Otrante. 
Partant de Helsingborg, la route continue au nord en passant par la Suède jusqu'à Tornio en Finlande, mais pour des raisons pratiques (en Suède, les routes européennes n'ont pas de numéros nationaux) elle est localement appelée par son numéro pair, la route européenne 4.

## Tracé

### Suède
En Suède, la route E55 se confond avec :
| (Auto)route | Tracé                        | Villes traversées | Routes européennes croisées          |
| ----------- | ---------------------------- | ----------------- | ------------------------------------ |
| (ferry)     | Entre Helsinborg et Elseneur |                   | E4 E6 E20 à Helsinborg E47 en commun |

### Danemark
Au Danemark, la route E55 se confond avec :
| (Auto)route | Tracé                    | Villes traversées | Routes européennes croisées                   |
| ----------- | ------------------------ | ----------------- | --------------------------------------------- |
|             | Entre Elseneur et Gedser | Copenhague, Køge  | jusqu'à Nørre Alslev entre Copenhague et Køge |

### Allemagne
En Allemagne, la route E55 se confond avec :
| (Auto)route | Tracé                      | Villes traversées | Routes européennes croisées  |
| ----------- | -------------------------- | ----------------- | ---------------------------- |
|             | Entre Rostock et Wittstock |                   | à Rostock                    |
|             | Entre Wittstock et Berlin  |                   |                              |
|             | Autour de Berlin           |                   | E26 · E28 · E30 · E51 · E251 |
|             | Entre Berlin et Dresde     | Lübbenau          | jusqu'à Lübbenau             |
|             | Dresde                     |                   | en commun                    |
|             | Entre Dresde et Altenberg  |                   |                              |

### Tchéquie
En Tchéquie, la route E55 se confond avec :
| (Auto)route | Tracé                              | Villes traversées       | Routes européennes croisées              |
| ----------- | ---------------------------------- | ----------------------- | ---------------------------------------- |
|             | Entre Petrovice et Prague          | Ústí nad Labem          | entre Teplice et Ústí nad Labem à Prague |
|             | Entre Prague et Mirošovice         |                         | en commun                                |
|             | Entre Mirošovice et Dolní Dvořiště | Tábor, České Budějovice | à České Budějovice                       |

### Autriche
En Autriche, la route E55 se confond avec :
| (Auto)route | Tracé                               | Villes traversées            | Routes européennes croisées                                                    |
| ----------- | ----------------------------------- | ---------------------------- | ------------------------------------------------------------------------------ |
|             | Entre Wullowitz et Freistadt        |                              |                                                                                |
|             | Entre Freistadt et Unterweitersdorf |                              |                                                                                |
|             | Entre Unterweitersdorf et Linz      |                              |                                                                                |
|             | Entre Linz et Salzbourg             | Sattledt                     | en commun à Linz à Sattledt à Salzbourg                                        |
|             | Entre Salzbourg et Villach          | Flachau, Spittal an der Drau | à Altenmarkt im Pongau entre Spittal an der Drau et Villach Sattledt à Villach |
|             | Entre Villach et Arnoldstein        |                              |                                                                                |

### Italie
En Italie, la route E55 se confond avec :
| (Auto)route | Tracé                       | Villes traversées                                                     | Routes européennes croisées         |
| ----------- | --------------------------- | --------------------------------------------------------------------- | ----------------------------------- |
|             | Entre Tarvisio et Palmanova | Udine                                                                 |                                     |
|             | Entre Palmanova et Venise   | Portogruaro                                                           | en commun                           |
|             | Venise                      |                                                                       |                                     |
|             | Entre Venise et Ravenne     | Chioggia                                                              |                                     |
|             | Entre Ravenne et Cesena     |                                                                       | à Cesena                            |
|             | Entre Cesena et Bari        | Rimini, proche Saint-Marin, Pesaro, Ancône, Pescara, Foggia, Barletta | à Fano à Pescara à Cerignola à Bari |
|             | Entre Bari et Brindisi      |                                                                       | à Brindisi                          |

### Grèce
En Grèce, la route E55 se confond avec :
| (Auto)route | Tracé                        | Villes traversées               | Routes européennes croisées                   |
| ----------- | ---------------------------- | ------------------------------- | --------------------------------------------- |
|             | Entre Igoumenitsa et Vonitza | Preveza                         |                                               |
|             | Entre Vonitza et Amphilochie |                                 |                                               |
|             | Entre Amphilochie et Patras  | Missolonghi, pont Rion-Antirion | jusqu'à Missolonghi sur le pont Rion-Antirion |
|             | Entre Patras et Kalo Nero    | Pyrgos                          |                                               |
|             | Entre Kalo Nero et Allagi    |                                 |                                               |
|             | Entre Allagi et Kalamata     |                                 | en commun                                     |